# Centro Nacional de Análisis y Documentación Judicial
El Centro Nacional de Análisis y Documentación Judicial (CENADOJ), es una entidad de apoyo judicial ubicada en Guatemala, América Central. Es una entidad del gobierno, que funciona como parte del Organismo Judicial de Guatemala. 
Fue creado a través del Acuerdo Número 037/002 de la Presidencia del Organismo Judicial del 17 de junio de 2002. Las instalaciones originales, ubicadas en la planta baja del Palacio de Justicia, se inauguraron el 11 de febrero de 2003, iniciando actividades el 3 de marzo del mismo año. En 2013, el Centro se trasladó a las instalaciones del Centro de Justicia Laboral, donde funciona hasta la fecha. 
Con base en el acuerdo 5-2012 se crea el Registro Central de Detenidos (Recede) y con base en el Acuerdo 30-2012 fue creado el Centro de Control de Armas y Municiones (Cecam), que vienen a sumarse a las áreas existentes.
El CENADOJ es un órgano técnico que tiene como propósito apoyar la actividad jurisdiccional con la captación, selección, ordenamiento, análisis y tratamiento, edición, publicación y difusión de información jurídica legislativa, jurisprudencial y doctrinal.

## Propósitos específicos
- Difundir la jurisprudencia de la Corte Suprema de Justicia y otras resoluciones seleccionadas de los demás órganos jurisdiccionales del Organismo Judicial
- Atender las necesidades de información en materia de legislación, para el apoyo de la función jurisdiccional de los magistrados, jueces y auxiliares judiciales, así como de los abogados litigantes y público en general
- Recabar información y brindarla a quien lo solicite acerca de las personas detenidas, lugar de detención y lugar de traslado
- Obtener información de armas y municiones sujetas a proceso y sistematizarla, para brindarla a las personas  legitimadas para obtenerla

## Estructura
El Centro está integrado por:
- Área de Legislación y Jurisprudencia: Responsable de recopilar, clasificar, analizar e ingresar Normas Jurídicas y Jurisprudencia de manera sistematizada a la base de datos respectiva. Mantiene permanentemente actualizadas las bases de datos, para la circulación de información a nivel administrativo, judicial, entidades gubernamentales y no gubernamentales y público en general.

- Área de Documentación y Estadística Judicial: Su propósito es atender y satisfacer las necesidades de información jurídica documental (jurisprudencia, legislación, doctrina) y captar, tabular, interpretar y difundir datos estadísticos relativos a las actividades de los tribunales y otras dependencias auxiliares y administrativas del Organismo Judicial, velando por la seguridad en el manejo de la información. Es un área orientada primordialmente hacia la atención de usuarios internos y externos.

- Área de Publicaciones: Tiene como propósito generar los criterios necesarios para guiar y coordinar el trabajo de captación, selección, programación, desarrollo, edición, producción y distribución de las publicaciones en materia jurídica y otras materias que sean importantes, de interés y de apoyo para que los operadores de justicia amplíen y puedan actualizar los conocimientos necesarios para el desarrollo de su actividad jurisdiccional, así como también otros actores externos del sistema.

- Registro Central de Detenidos (RECEDE): Su función principal es recopilar, sistematizar y actualizar la información relativa a personas detenidas, lugar de detención y lugar de traslado para brindarla en el momento oportuno.

- Centro de Control de Armas y Municiones (CECAM): Su objetivo el registro y seguimiento de datos sobre armas y municiones objeto de actuaciones penales. Mantiene una información sistematizada, la cual se puede brindar tanto a las autoridades, como a personas legitimadas para obtenerlas.

## Servicios
- Atención a usuarios que necesitan información sobre leyes, resoluciones judiciales, personas detenidas, y/o sobre armas y municiones. El Centro atiende consultas realizadas por medio de: 
  - Ventanilla
  - Llamadas telefónicas
  - Correo electrónico
  - Red interna del Organismo Judicial
  - Internet
- Reproducción de legislación y resoluciones de la Corte Suprema de Justicia, salas de la Corte de Apelaciones y otros tribunales colegiados de igual categoría
- Edición, reproducción y distribución de publicaciones impresas y digitales con la información jurisdiccional y legislativa producida por el Centro
- Bibliotecas Judiciales

## Publicaciones
Publicaciones periódicas
- Sumario del Diario de Centroamérica
- Resumen Mensual
- Informador Bibliotecario
- Informador Bibliotecario Mensual
- CENADOJ en Cifras
- OJ en Cifras

Compilaciones
- Boletines Estadísticos
- Gaceta de los Tribunales
- Recopilación de Resoluciones

Discos compactos
- DVD de Leyes
- Disco Compacto de Criterios Jurisprudenciales
- Disco Compacto de Jurisprudencia

## Información disponible para consulta
Se tienen compiladas más de 80 mil normas jurídicas, dentro de las que se incluyen: Decretos del Congreso, fallos de la Corte de Constitucionalidad, Acuerdos Gubernativos, Ministeriales y Municipales entre otros, teniendo en cuenta su vigencia, reformas y derogaciones.
También se encuentran recopiladas más de 27 mil resoluciones de la Corte Suprema de Justicia, entre fallos de amparo y de casación (civil, penal, contencioso-administrativo y de cuentas), autos de rechazo de recursos de casación y de resolución de conflictos de competencia penal.
Asimismo, se cuenta con más de 2,400 resoluciones de las Salas de la Corte de Apelaciones y Tribunales Colegiados de igual categoría.